# Saules (Saône-et-Loire)
Saules település Franciaországban, Saône-et-Loire megyében. Lakosainak száma 124 fő (2022. január 1.). Saules Chenôves, Culles-les-Roches és Saint-Boil községekkel határos.

## Népesség
A település népessége az elmúlt években az alábbi módon változott:
| Lakosok száma | 124  | 127  | 133  | 128  | 128  | 128  | 128  | 126  | 124  |
|               | 2013 | 2015 | 2016 | 2017 | 2018 | 2019 | 2020 | 2021 | 2022 |